# 雪ほたか
雪ほたか（ゆきほたか）は、群馬県利根郡川場村のブランド米。生産量は少ないが全国最大のお米のコンクールで９年連続入賞をはたしており、生産組合が法人化された株式会社雪ほたかで栽培管理、販売を行っている。

## 沿革
- 2004年（平成16年）- 川場村が川場産コシヒカリのブランド化のため、名称を公募[1][2]。
- 2005年（平成17年）- ブランド名称を「雪ほたか」と決定[3]し、川場村の協力で川場村雪ほたか生産組合を７１戸で設立[1][2][4][5]。名称の由来は武尊山(ほたかやま)からのピュアで豊富な雪解け水に育まれるお米であることから[6]。

- 2006年（平成18年）-  お米日本一コンテストinしずおか2006で、 優良賞を受賞。雪ほたかとして初受賞。以後同コンクールで１０年連続入賞。
- 2007年（平成19年）- 「第9回 全国食味分析鑑定コンクール」（島根県奥出雲町）で、総合部門金賞。同コンクールでも９年連続入賞。
- 2008年（平成20年）-　川場村が環境王国に認定される。(地域住民の方々が築きあげた優れた自然環境と農業のバランスが保たれ、安心できる農産物の生産に適した環境の地域として認定)
- 2011年（平成23年）-『株式会社雪ほたか』法人登記変更(旧川場村雪ほたか生産組合)
- 川場村にて「第１３回米・食味分析鑑定コンクール国際大会」開催。
- 2013年（平成25年）- 米・食味分析鑑定コンクール:国際大会国際総合部門 5年連続金賞受賞により、『ゴールドプレミアムライスAAA』と認められ、最高名誉団体として表彰。
- 2014年（平成26年）-川場村ライスセンター竣工。
- 2015年（平成27年）-ロサンゼルスに雪ほたかを使ったおむすび屋『Kawaba Rice Ball』(川場スキー場経営)がオープン。

## 受賞歴
- 2006年（平成18年）-  お米日本一コンテストinしずおか2006で、 優良賞(久保田長武)を受賞。
- 2007年（平成19年）- 「第9回 全国食味分析鑑定コンクール」（島根県奥出雲町）で、総合部門金賞（小林幹雄、品種コシヒカリ）特別優秀賞（吉野芳平、品種こしひかり）（長谷川始、品種ひとめぼれ）を受賞。
- 2008年（平成20年）- 11月24日～25日、「第10回 米・食味分析鑑定コンクール」（山形県南陽市）で、総合部門特別優秀賞（高井秀明、久保田充、品種コシヒカリ）を受賞。
- 2009年（平成21年）-　「第11回 食味分析鑑定コンクール」（福島県天栄村）で、総合部門金賞（今井敏子[5]、品種コシヒカリ）特別優秀賞（吉野芳平、品種コシヒカリ）水田環境部門金賞（和田祐次、品種コシヒカリ）環境王国部門特別優秀賞（金子精吉、品種コシヒカリ）を受賞。
- 2010年（平成22年）- 「第12回 食味分析鑑定コンクール」（島根県松江市）で、総合部門金賞（宮内昭夫、高井秀明、品種コシヒカリ）特別優秀賞（長谷川けい子、石田良太、品種コシヒカリ）水田環境部門特別優秀賞（佐藤充、品種コシヒカリ）を受賞。
- 2011年（平成23年）- 9月1日、「株式会社雪ほたか」に法人登記を変更[1][7]。
  - 11月22日～23日、第13回「米・食味分析鑑定コンクール：国際大会」を川場村で開催。
  - 総合部門金賞（髙井勝久、桒原孝一、久保田充、品種コシヒカリ）特別優秀賞（和田祐次、品種コシヒカリ）を受賞。
- 2012年（平成24年）- 第14回「米・食味分析鑑定コンクール：国際大会」（長野県木島平村）で、総合部門金賞（和田祐次、品種コシヒカリ）特別優秀賞（桒原孝一、星野孝之、高井高次、品種コシヒカリ）を受賞。
- 2013年（平成25年）- 第15回「米・食味分析鑑定コンクール：国際大会」（宮城県七ヶ宿町）で、総合部門金賞(小林幹雄)特別優秀賞(星野孝之、久保田充)、若手農業経営者女性部門特別優秀賞(久保田愛)を受賞。
- 2014年（平成26年）- 第16回「米・食味分析鑑定コンクール：国際大会」（青森県田舎館村）で、総合部門金賞(星野孝之)、若手農業経営者男性部門特別優秀賞(生方健一)を受賞。
- 2015年（平成27年）- 第17回「米・食味分析鑑定コンクール：国際大会」（石川県小松市）で、若手農業経営者女性部門金賞(久保田愛)、JAS・JAS転換中部門特別優秀賞(星野孝之)、認定農業者部門(小林仁志)を受賞。

## 概要
株式会社雪ほたかに出資する生産者の米であること、かつ同社を通じて出荷されることをブランド米「雪ほたか」を名乗ることのできる条件としている。